# همجنس‌گرایی مردانه در تاریخ ایران
تاریخچه همجنس‌گرایی مردانه در ایران به وجود شاهدبازی و همجنس‌گرایی مردانه در طول تاریخ ایران گفته می‌شود. با استناد به مدارک و اسنادی مانند متون تاریخی و امور ادیان و متون ادبیاتی می‌توان به وجود همجنس‌گرایی مردانه از ایران باستان تا ایران معاصر پی‌برد.

## ورود و پیدایش در ایران

### فراگیری از یونانیان
از نظر سیروس شمیسا، همجنس‌گرایی مردانه در ایران می‌تواند منشأ مهمی داشته‌باشد، مثل یونانیان. شاهدبازی یونانیان باحفظ جنبهٔ فلسفی و مثبت در ایران وارد عرفان شد و به عشق الهی و معنوی تفسیر شد.

## دوران هخامنشیان و اشکانیان و ساسانیان (۵۵۹پیش از میلاد تا ۶۵۳ میلادی)
آگاهی محققان از دامنهٔ همجنس‌گرایی در دوران هخامنشی اندک است، ولی نشانه‌هایی هستند که دلیل بر وجود آن است. هرودوت ادعا می‌کرد که ایرانیان آن را از یونانی‌ها آموخته‌اند: 
از یونانی‌ها یادگرفته‌اند که با پسران بخوابند.
 با این حال، پلوتارک ادعا می‌کند که ایرانیان مدت‌ها پیش از تماس با فرهنگ‌های دیگر نیز از پسران خواجه برای این منظور استفاده می‌کردند.
سکستوس امپریکوس در «طرح کلی شکاکیت» خود (حدود سال ۲۰۰ میلادی) اظهار داشت که قوانین ایرانیان در برابر رفتار همجنس‌گرایانه مدارا می‌کردند و مردان در آمیزش با مردان افراط می‌کردند در اوستا نامی از رفتار همجنس‌گرایانه نیست ولی در متون زرتشتی که سپس پدید آمد، بدان اشاره شده است. زمانی هم که نامی از برده می‌شود، فقط اشاره به مردان بزرگسال است، نه زنان و دختران و پسران؛ و کرداری نکوهیده شمرده می‌شود. و آن آفریدهٔ اهریمن است تا آفرینش اهورامزدا را به پلشتی دراندازد. از نظر زرتشتیان -البته نه خود زرتشت- همخوابگی مرد با مرد به‌جای مرد با زن، به‌هدر دادن قوهٔ جنسی است و بنابراین انجام چنین‌کاری یاری دادن به اهریمن است. دونفری که با خواست خود چنین می‌کنند، کیفرشان مرگ است، ولی چنان‌که ناخواسته باشد، کیفرشان هشت‌صد ضربهٔ تازیانهٔ اسب به کف یا پشت پا است. از دیدگاه آنان، اگر کسی دونفر را درحال چنین‌کاری ببیند، مجاز به کشتن آنهاست. ویلِم فلور، ایران‌شناس و نویسندهٔ کتاب تاریخ اجتماعی روابط جنسی در ایران که به‌کوشش محسن مینوخرد ترجمه شد می‌گوید: «سیروس شمیسا معتقد است که همجنس‌گرایی را ایران از یونان به شکل عشق افلاطونی، و سپس از ترکان به شکل عمل جنسی فراگرفت و سخن او این است که پیش از آن چنین چیزی نزد ایرانیان نبوده» گرچه هرودوت می‌نویسد: آن‌ها، (پارسی‌ها) تا از لذتی آگاه شوند، در آن افراط می‌کنند–نمونهٔ آن پسربارگی است که از یونانیان فراگرفته‌اند اما پلوتارخوس به‌درستی سخن هرودوت را در این زمینه به چالش می‌کشد و می‌نویسد: «تاریخ‌نگار با پافشاری می‌گوید پارسیان نزدیکی کردن با پسران را از یونانیان فراگرفته‌اند. اما پارس‌ها چگونه می‌توانستند در این نوع عیاشی از یونانیان درس بگیرند درحالی‌که کمابیش همه می‌دانند که پارس‌ها مدت‌ها پیش‌از آن‌که چشمشان به دریای یونان افتد، پسرانشان را اخته می‌کردند؟ ویلم فلور می‌گوید: دربار هخامنشی تنها بخشی از خواجه‌هایش را از خارج از سرزمین خود، پارس، فراهم می‌آورد. بابل می‌بایست سالانه ۵۰۰ پسر اخته برای شاه پارس روانه کند. درعین حال شمار خاصی بَرده، به‌ویژه اخته‌ها را، پارسیان از بازارهای برده‌فروشی ساردیس و افه‌سوس می‌خریدند. همچنین پس از سرکوب نواحی شورشی، خوشگل‌پسران آنجاها را برای اخته‌کردن گلچین می‌کردند او همچنین در صفحه ۲۵۰ کتاب خود می‌نویسد: «گفتهٔ هرودوت نیز خلاف این واقعیت است که حکم آئین زرتشتی بر ضد همجنس‌گرایی مقدم است بر ورود یونانی‌ها، درعین حال پژوهش‌های امروزین همجنس‌گرایی را پدیدهٔ جهانی یافتند که در تمام جوامع در سرتاسر تاریخ پیش‌آمده و می‌آید و دراین‌باره منابع مکتوبی در دست داریم و همجنس‌گرایی چه‌بسا علل ژنتیکی هم داشته‌باشد.» کوینتیوس کوتیوس می‌نویسد که خواجه‌های حرم‌سرای شاه، خود تن به فحشا می‌دادند. یکی از این خواجه‌ها تیریداتس بود که زیباترین مرد آسیا شمرده می‌شد. او همدم محبوب کوروش جوان بود که پس از نبرد کوناک (۴۰۱ پیش از میلاد) از بَرِ او به نزد اردشیر دوم رفت. تیریداتس که چندی، دیگر مُرد، اردشیر دوم (حک ۲۵۹ تا ۴۰۴ پی از میلاد) که از دل و جان دوستش می‌داشت، به‌سوگش نشست و بسیار اندوهگین شد؛ به‌نشانهٔ احترام به شاه، مردم در همه‌جای آسیا به سوگ او نشستند. اردشیر دوم لباس تیریداتس را به‌تن هم‌خوابه‌اش آسپاسیا کرد و دید که برازندهٔ اوست و شاه افسون این زیبایی شد. شاه به‌او گوش‌زد کرده که هرگاه به سراغش می‌آید با لباس تیریداتس بیاید تا اینکه بار اندوهش سبک شود. داریوش سوم (حک ۳۳۰ تا ۳۳۶ پیش از میلاد) دلدادهٔ پسرکی خواجه، موسوم به باگوآس شد که در آغاز جوانی بود و سپس اسکندر بدو دل باخت.

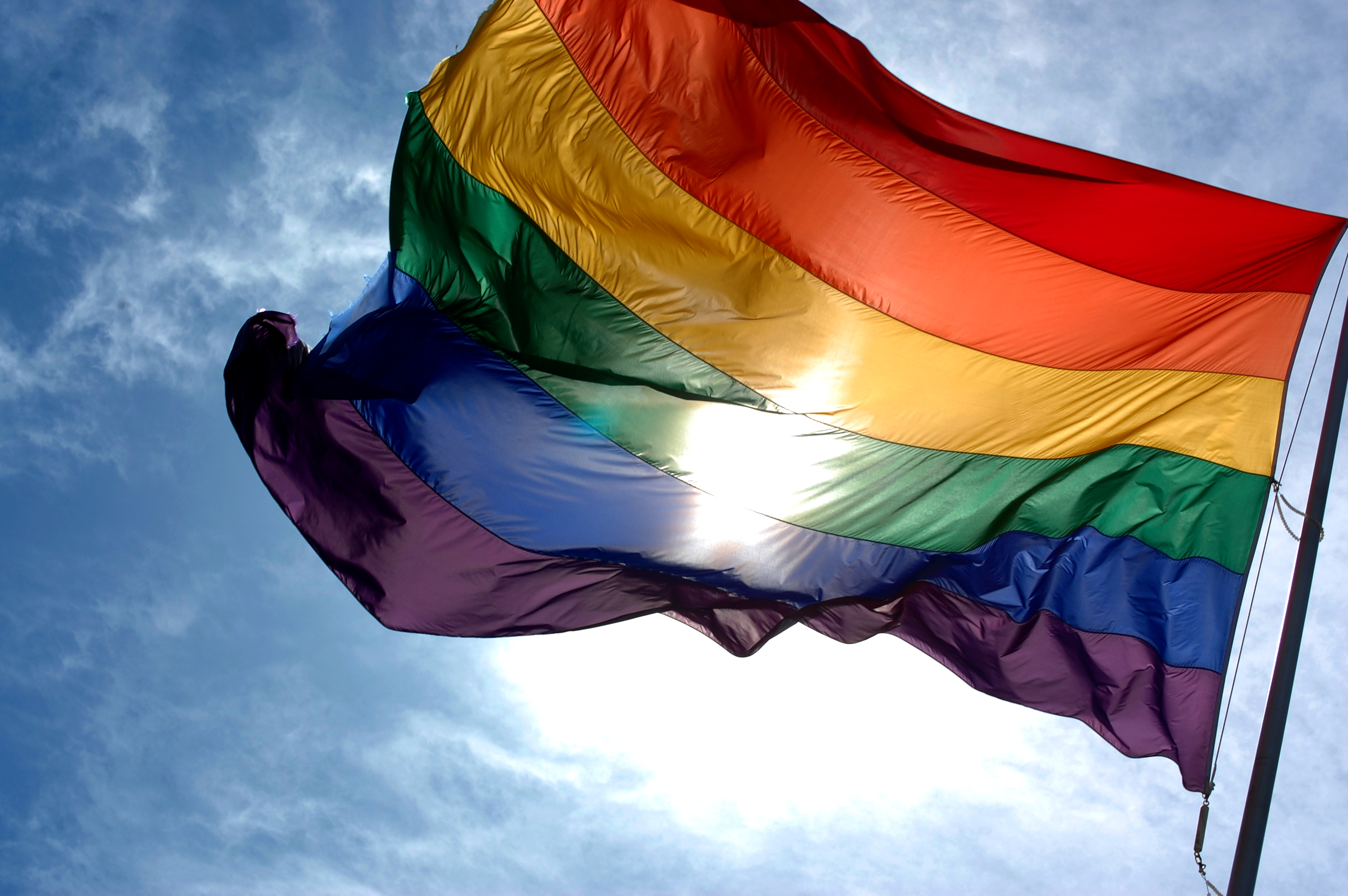
پرچم دگرباشان مربوط از نمادهای دگرباشان

## دوران غزنویان و سلجوقیان و خوارزمشاهیان

### عشق سلطان محمود و ایاز

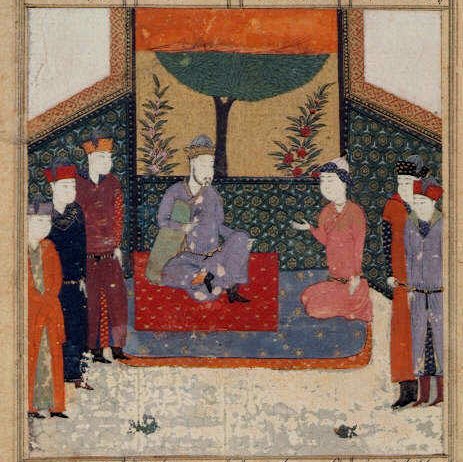
ایاز نشسته بر زانو در مقابل سلطان محمود غزنوی. نقاشی مینیاتور از یک نسخه خطی اشعار عطار نیشابوری. ایران. ۱۴۷۲ میلادی. محل نگهداری کتابخانه بریتانیا، لندن

درمورد مشهورترین سند، عشق سلطان محمود غزنوی به غلام تُرکش ابوالنّجم اَیاز بن اویماق (قرن چهارم هجری) است، که ایاز بعدها رتبهٔ امیری یافت.

### داستان امیریوسف و طغرل کافرنعمت
امیریوسف برادر سلطان محمود بود، روزی در مهمانی شاه چشمش به‌یکی از غلامان برادر موسوم به طُغرُل افتاد و سخت عاشق او شد. سلطان محمود که متوجّه نظربازی برادر شده‌بود، رنجید امّا سرانجام طغرل را به برادر بخشید. امیریوسف به‌حدّی خوشحال شد که به‌همه هدیه و صدقه داد و طغرل را حاجب خود کرده و بعد برای او زن گرفت و مجلس عروسی مفصّلی ترتیب داد. از شگفتی‌های روزگار اینکه وقتی سلطان محمود بعد از مرگ پدر به سلطنت رسید، همین طغرل را جاسوس عمویش-امیریوسف- کرد به‌نحوی که طغرل سرانجام باعث گرفتاریِ مخدوم خود شد و امیریوسف به‌حبس افتاد.
در تاریخ بیهقی آمده:

«و یوسف چه‌دانست که دل و جگر معشوقش بر وی مشرف‌اند» هرودو تو یه جعبهٔ نقل قول اما در گیومه‌های جدا :

«[امیریوسف] طغرل را گفت شادباش ای کافرنعمت، ازبهر این تو را پروردم و از فرزند عزیزتر داشتم تا برمن چنین ساختی»شمیسا، سیروس. شاهدبازی در ادبیات فارسی، صفحهٔ ۵۴.تاریخ بیهقی، صفحهٔ ۴۰۲.

درتاریخ به‌غلامی از غلامان سلطان محمود که چندی به‌سلطنت رسید، طغرل غاصب و طغرل کافر نعمت می‌گویند که اینجا مراد نیست.

### سنایی غزنوی
سنایی شاعر سبک خراسانی قرن پنجم و ششم هـ. ق، اشعاری درباب همجنس‌گرایی نوشته:
| هرگز دل تو مباد غمگین   |  | بر اسب جفا نهاده‌ای زین    |
| عاشق‌ترم ای پسر ز خسرو   |  | نیکوتری ای پسر ز شیرین    |
| عاشق خوانند مرا و بی دل |  | زیبا خوانند تُرا و شیرین   |
| آنم من و صد هزار چندان  |  | آنی تو و صد هزار چندین    |
| عشاق چو روی تو ببینند   |  | و آن خال سیاه و زلف مشکین |
| بر روی توأم زنند احسنت  |  | در عشق توَام کنند تحسین    |
| هرگاه که بایدت تماش     |  | شو چهرهٔ خویشتن همی بین    |
| حقا که خوشست نوش کردن   |  | بر چهرهٔ تو شراب نوشین     |

| انعم‌الله صباح ای پسرا |  | وقت صبح آمده راح ای پسرا |

| با می و ماه و خرابات بهار |  | خام خامست صلاح ای پسرا |

| با تو در صدر نشستیم هلا |  | در ده آواز مباح ای پسرا |

| خام ما خام تو و پختهٔ تست |  | تو ز می دار صراح ای پسرا |

| عاقبت خانه به زلف تو گذاشت |  | صورت فخر و فلاح ای پسرا |

| چشم بیمار تو ما را ببرید |  | ز صحیح و ز صحاح ای پسرا |

| از پی عارض چون صبح ترا |  | به نکورویی و راح ای پسرا |

| همه تسبیح سنایی این است |  | کانعم الله صباح ای پسرا |

| باز آن پسرِ چه زِنَخ خوش‌زن کو؟ |  | آن کودکِ زن‌فریبِ مردافکن کو؟ |

| گیرم دل مرده ریگم او برد و برفت |  | آن صبر که بازماند آن از من کو؟ |

| ای پسر گونه ز عشقت دست بر سر دارمی |  | گاه عشرت پیش تو بر دست ساغر دارمی |

### حکومت اسماعیلیه
حکومت اسماعیلیهٔ الموت که به‌دست حسن صباح در عصر سلجوقیان تأسیس شده‌بود، به‌دست مغولان برچیده شد. برخی از رؤسا و داعیان این حکومت مذهبی در روابط جنسیِ همجنس‌گرایانه، چیزی از شاهان سلجوقی کم نداشتند. جوینی در تاریخ جهانگشا در ذکر سلطنت علاءالدین محمدبن جلال‌الدین حسن در قرن ششم، در مورد حسن مازندرانی که اخصّ الخواص علاءالدین بود و توطئه‌ای ترتیب داده‌بود تا علاءالدین به‌دست پسرش رکن‌الدین خورشاه کشته‌شود، می‌نویسد:

”حسن مازندرانی را در وقت کودکی لشکر مغول از مازندران برده بودند و در عراق از میان لشکر گریخته بوده است و به ملک علاءالدین رفته، امردی ملیح بوده است. علاءالدین چون اورا بدیده است دوست داشته است و به‌خود نزدیک گردانیده پیش او محل اعتماد تمام شده‌بود و بغایت اورا عزیز داشتی… مع‌هذا از جنون و بدخوئی، اورا رنجانیدی و می‌زدی ضرب‌های عنیف. دندان‌های او بیشتر شکسته بود و آلت مذکوریت او پاره‌ای بریده، چون ملتحی شد و تا آخر که سپیدی اندک در موی او اثر کرده‌بود هنوز منظور و محبوب ا بود و اورا به‌جای امردان و معشوقان داشتی و یکی از زیر دستان خودرا که محبوبهٔ او بود، به زنی حُسن داده‌بود و با دوسه فرزند که حسن از آن داشت زهره نداشتی که بی‌اجازت علاءالدین در خانهٔ خود رفتی یا با زن بخفتی و علاءالدین در مقاربت و مباشرت با زن حسن از او تحاشی نکردی“

#### امردخانه
از این دوره اسنادی در دست است که در ایران به‌صورت پنهان اَمرَدخانه‌هایی دایر بود و کسانی در مقابل دریافت وجه، منازل خودرا در اختیار فاعل و مفعول قرار می‌دادند. محمد عوفی که مقارن حملهٔ مغول، از ایران به هند گریخت در جوامع الحکایات و لوامع الروایات، در این باب داستانی آورده است که در ضمن نشان می‌دهد که محتسبان و مأموران دولتی از این آشفته‌بازار استفاده می‌کردند و از خاطیان باج می‌گرفتند: «روزی حامد شالی فروش بر دکان نشسته بود کودکی لطیف و ساده با قدی چون سرو و رخی چون گل و حرکاتی متناسب لطفی شامل در پیش او بگذشت و آن کودک را اسماعیل خواندندی و از لطف طبع بهره ای داشت. حامد او را بدید و بر وی فتنه شد و به‌نزدیک او رفت و اسماعیل کودکی شنگ و دغا و قوال و پای‌کوب و مرد فریب بود. چون دید حامد که بر سیرت قوم لوط است… به‌لطف غمزهٔ حسن حرکات، او را بسته به خود گردانیده پس حامد او را گفت: شنیده‌ام که تو شعر خوش می‌خوانی و قول لطیف می‌گویی و مرا آرزوست که آواز تو بشنوم؛ جواب داد: منّت دارم و خدمت می‌کنم ولکن این کار در میان بازار راست نیاید، اگر صواب بینی، به‌خانهٔ سواراک رویم و در آنجا عیشی کنیم. حامد را این سخن موتفق نمود که خانه ای نداشت که کسی بدانجا توانستی برد. و این سواراک مردی بود به قرطبانی و بی‌غیرتی معروف و به خانه‌داری موصوف و جفت‌افکنی طاق… دلبران شهر، مرغ طرب در خانهٔ او پرواز دادندی و ارباب فساد، داد لهو و طرب در خانهٔ او دادندی. و اسماعیل گفت ای حامد، من با خود هیچ سیم و پول ندارم و در خانهٔ سواراک، بی‌سیم و پول نتوان شد، تو باخود هیچ سیم داری؟» بقیهٔ داستان، شرح کلاهبرداری اسماعیل و رنود از حامد و باج‌گیری عسسان از اوست. ظاهراً امردخانه‌ها از دورهٔ صفویه جنبهٔ رسمی یافت و دولت از این مکان‌ها مالیات می‌گرفت.

## دوران مغولان و ایلخانان و تیموریان
پسربارگی و همجنس‌گرایی مردانه در روزگار مغولان چندان رواج یافته‌بود که جغتای می‌خواست آن را ممنوع کند. اما گیخاتو (حک ۷۱۲ تا ۷۱۶) چندان شیفته پسران بود که این‌کار موجب ریزش محبوبیت او در نزد مغولان و سرنگونی‌اش شد.
- در سال ۸۰۶ شاه‌احمد، حاکم بغداد چنان واله و شیدای پسر مغولی زیبایی شد که به قاضی بغداد برخورد و شکایت به توخمتش‌خان (مرگ ۸۲۷) برد که همان روزها تبریز را فتح کرده‌بود، و او نیز به امیران فرمان داد که حاکم را دستگیر کنند.[۲۶]
- حاجی‌شاه، حاکم یزد که از اتابکان یزد بود، چندان دل‌باخته پسرکی بود که بر اثر این رفتارهای ننگینش، اتابکان یزد را ازدست داد.[۲۷]
- مَدرَک علی شیبانی، شاعر و معلم، عاشق پسرکی عیسَوی شد که دست رد به سینه او زد و به مکتب نرفت. مَدرَک به چنان اندوهی دچار شد که از درس دادن بازماند و دیوانه شد. از دوستانی که به دیدارش می‌آمدند خواهش می‌کرد او را بیابند تا مگر دردش دوا شود. دوستان آن شاگرد را پیدا کردند و به آن را به منزل مَدرَک آوردند، دستش را گرفت و از احوالش باخبر شد. مَدرَک برای او چند شعر عاشقانه برای او سرود و در پایان فریادی سر داد و درگذشت.

در روزگار تیموریان، وضعیت اجتماعی کمی عوض شد و کون‌مرزی از لوازم عیش و نوش باقی‌ماند. بابُرنامه نمونه‌های فراوانی از محیط همجنس‌دوستانهٔ دوره تیموری به‌دست می‌دهد: «حصاریان [در درّه‌ی فراغه] و خاصهٔ پیروان خسروشاه همواره به فسق و شراب‌خواری مشغول بودند. … چیز دیگر اینکه پسرکان مردم شهر و دکّان‌داران هم! حتی از ترکان و قشون نمی‌توانستند از خانه به‌در شوند از ترس این‌که به لواط ببرندشان.» البته تنها آنان نبودند. در بابرنامه آمده که محمود میرزا، پسر سوم ابوسعید میرزا: پیوسته شراب می‌نوشید. چندین مفعول نگه می‌داشت و در قلمروی خود هرکجا جوان نکوروی و بی‌ریش می‌بود، او به هر طریقی شده وی را مفعول گردانیدی. او پسرانِ بِیگ خود و بیگ پسرانش را و برادران شیری‌اش را گردانیدی. درطول زندگی‌اش این فساد دامنه‌ای یافت که دیگر کسی پیدا نمی‌شد که مفعولی نداشتی. داشتن ایشان مزیّتی به‌شمار بود و نداشتن‌شان نقصی… به گِرد او لوده‌ها و دلقکان که کارهای زشت و ناپسند می‌کردند، آن‌هم در پیش چشم مردم.
- بایسَنقُر میرزا پسر شاهرخ از شاهزادگان تیموری بوده که بِیگ محبوبی داشته به‌اسم عبدالله بارلاس.
- محمد ولی بیگ، حاکم هرات، خدمت‌کاری قدیمی داشت به‌اسم خواجه محند چنار که او را چون پسر خود دوست می‌داشته و داروغگی شهر را به وی داده. خواجه از انجام هیچ شرارتی فروگذار نمی‌کرد، و مردم چندان از او چشم می‌زدند که اگر پسران خوش‌چهره‌ای داشتند، اجازه نمی‌دادند پا از خانه بیرون بگذارند، ولی کسی جرئت نداشت از کردار داروغه، نزد حاکم چیزی بگوید.[۳۲][۳۳] برای همین جامی، در هشدار به پسران جوان بی‌ریش بیتی سرود:

| تا نشود برقع موی روی |  | پامنه از خانه به بازار و کوی |

- حتی خودِ ظهیرالدین محمد بابُر که همجنس‌گرایی را عملی زشت و نامشروع می‌شمرد، برای اولین بار عاشق شده‌بود و در کمال تعجب دید که این عشق به پسری است.

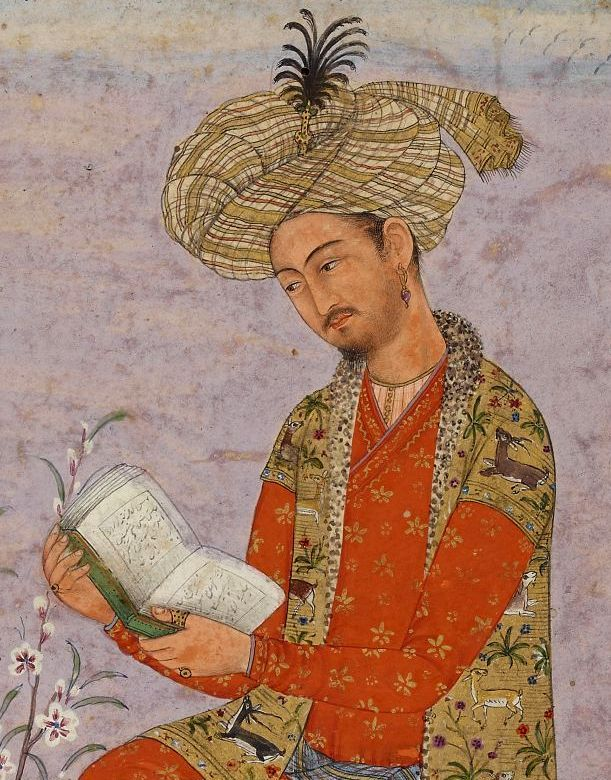
ظهیرالدین محمد بابر مؤسس امپراتوری مغولی هند بود که آخرین امپراتوری از دوران طلایی اسلامی به‌شمار می‌آید. نویسنده بابرنامه

### اشعار حافظ
اگرچه شاهدبازی با ورود ترکان (غزنویان و سلجوقیان) در ایران مرسوم شد، اما در دوره مغولان تشدید شد. عبدالحسین زرین‌کوب در توصیف فضای عصر حافظ در اشاره به همجنس‌گرایی می‌نویسد:
 همجنس‌گرایی رسم رایجی بود چنان‌که حتی گوشهٔ خانقاه و خلوت مدرسه هم ممکن بود صحنهٔ آن باشد. ترکان که پادشاهان و امراء عصر از آنها بودند در این ایام نامشان با این رسم همجنس‌گرایی همه‌جا همراه بود. در همین دوره‌های نزدیک بود که اتابک یزد «حاجی شاه» (حاجی شاه ابن یوسف شاه آخرین اتابک از اتابکان یزد که بساط او در سال ۷۱۸ به دست امیر مبارزالدین که مؤسس حکومت آل مظفر در عصر مغولان بود، برچیده شد) برای خاطر پسری خوبروی که همراه برادر شاه‌شیخ ابواسحاق اینجو (ممدوح حافظ)، کیخسرو و اینجو به آنجا رفته بود چنان رسوایی به بار آورد که حکومت او اتابکان یزد بر سر آن رفت
معشوق غزلیات حافظ، هم مانند دیگر شاعران قدیم، مذکر است و این سنّت شعری در زمان او به حدّی قوی بوده است که او توانسته از شاهان آل مظفر در غزل به مانند معشوقی سخن گوید، می‌گویند که معشوق شعر او گاهی ممدوح است و گاهی معبود آسمانی و گاهی معشوق آسمانی. حافظ گاهی به‌صراحت از معشوق مذکر سخن می‌گفت؛ مثلاً در مدح فرخ که ظاهراً غلامی بوده:
| دل من در هوای روی فرخ' |  | بود آشفته همچون موی فرخ |

| به‌جز هندوی زلفش هیچ‌کس نیست |  | که برخوردار شد از روی فرخ |

| سیاهی نیک‌بخت است آن که دائم |  | بود هم‌راز و هم‌زانوی فرخ |

| شود چون بید لرزان سرو آزاد |  | اگر بیند قد دلجوی فرخ |

| بده ساقی شراب ارغوانی |  | به یاد نرگس جادوی فرخ |

| دوتا شد قامتم همچون کمانی |  | زغم پیوسته چون ابروی فرخ |

| نسیم مشک تاتاری خجل کرد |  | شمیم زلف عنبر بوی فرخ |

| اگر میل دل هرکس به جایی‌است |  | بود میل دل من سوی فرخ |

| غلام همّت آنم که باشد |  | چو حافظ بنده و هندوی فرخ |

| خوشا شیراز و وضع بی‌مثالش |  | خداوندا نگه‌دار از زوالش |

| به‌شیراز آی و فیض روح قدسی |  | بجوی از مردم صاحب کمالش |

| که نام قند مصری برد آنجا |  | که شیرینان ندارند انفعالش |

| صبا ز آن لولی شنگول سرمست |  | چه‌داری آگهی چون است حالش؟ |

| مکن از خواب بیدارم خدارا |  | که دارم خلوتی خوش با خیالش |

| گر آن شیرین‌پسر خونم بریزد |  | دلا چون شیر مادر کن حلالش |

| چرا حافظ چو می‌ترسی از هجر؟ |  | نکردی شکر ایام وصالش… |

در اینجا حافظ اشاره‌ای به «ریش معشوق یا «همان خط عذار» و «خط سبز» می‌کند:
| خط عذار یار که بگرفت ماه از او |  | خوش‌حلقه‌ای است لیک بدر نیست راه ازو |

| هرکه را با خط سبزت سر سودا باشد |  | پای از این دایره بیرون ننهد تا باشد |

در جای دیگر حافظ، خودرا رند و نظرباز می‌خواند و گفته است بد یا خوب، من همینم که هستم و چه بپسندید و چه نپسندید نظر از خوبرویان برنمی‌گیرم:
| می‌خواره و سرگشته و رندیم و نظرباز |  | وآن‌کس که چون مانیست در این شهر کدام است؟ |

| عاشق و رند و نظربازم و می‌گویم فاش |  | تا بدانی که به چندین هنر آراسته‌ام |

| صوفیان جمله حریفند و نظرباز ولی |  | زین میان حافظ دل‌سوخته بدنام افتاد |

| دوستان عیب نظربازی حافظ نکنید |  | که من او را ز محبّان خدا می‌بینم |

| سر و چشمی چنین دلکش، توگویی چشم از او برگیر؟! |  | برو که این وعظ بی‌معنی، مرا در سر نمی‌گیرد |

### حکایات عبید زاکانی
عبید زاکانی شاعر معاصر حافظ بود و ممدوحان (ستایش‌شوندگان) او همان ممدوحان بودند. در اخلاق‌الاشراف روایت می‌کند که چگونه نام‌آوران و نیک‌نامان جامعه و به‌اصطلاح رجال آن روزگار، تسلیم مغولان شدند:
- از نوخاستهٔ اصفهانی روایت کنند که در بیابانی، مغولی به او رسید. به او حمله کرد. نوخاسته [جوان] از کمال کیاست تضرّع‌کنان گفت: ای آقا خدای را بم‌گا مم‌کش، یعنی بُکُن مرا و مکُش مرا!. مغول بر او رحم آورد و بر قول او کارکرد… جوان به یُمن این تدبیر از قتل او خلاص یافت. گویند بعد از آن سی‌سال دیگر عمر در نیک‌نامی به‌سر برد. زهی جوان نیک‌بخت. گویا این مثل در باب او گفته‌اند:

جوانان دانا و دانش‌پذیر
سزد گر نشینند بالای پیر
ای یاران، معاش و سنّت این بزرگان غنیمت دانید. مسکین پدران ما که عمری در ضلالت به‌سر بردند و فهم ایشان بدین معانی منتقل نشد.»
در رسالهٔ صد پند، یکی از این پندها این است:
- «مردام مست را چون خفته دریابید تا بیدار نشوند [تا بیدار نشده‌اند] فرصت را غنیمت دانید»[۴۰][۴۱] که ظاهراً اشاره به عرفی در آن دوران بوده است که درمورد مستان یا شراب‌خوران در حالت مستی، فرصت را از دست نمی‌دادند.[۴۲]

## دوره صفویه
در حکومت به ظاهر مذهبیِ صفویان، تغییری در خلق‌وخوی مردم نسبت به رابطهٔ جنسی میان مردان روی نداد. شاردن در سفرنامهٔ خود، یکی از علل کمبود جمعیت ایران را در این دوره، همجنس‌گرایی ذکر کرده است. از گزارش زیر در سفرنامه‌های ونیزیان که بازرگانان شهر وِنیز نقل کرده‌اند، معلوم می‌شود که شاه اسماعیل صفوی که برای گروهی، حکم رهبر طریقت و شریعت را داشته است تا چه‌اندازه متمایل به همجنسان خود بوده: «هنگامی که دومین بار اسماعیل صفوی به تبریز آمد، کاری بس ننگین از او سر زد، زیرا فرمان داد تا دوازده تن از زیباترین جوانان شهر را به کاخ هشت بهشت بردند و با ایشان عمل شنیع انجام داد و سپس آنان را به‌همین منظور به اُمَرای خود داد. اندکی پیش از آن دستور داده بودند تا ده تَن از بچه‌های مردان محترم را به همان ترتیب، دستگیر کنند». حکایت دیگر درباب شاه‌اسماعیل صفوی هم خواندنی است: «مانی شیرازی از آغاز پادشاهی شاه اسماعیل، یعنی هنگامی که او سیزده‌ساله بود، به شاه عشق می‌ورزید. یک‌روز که شاه او را به‌خدمت طلبیده بود، به خواهش وی اجازه داده‌بود که پایش را بوسه زند؛ ولی مانی به‌جای پا، بر ساق پای شاه بوسه زد. ندیمان شاه این عمل را بی‌ادبی و گستاخی شمردند و شاه را به کشتن او برانگیختند. شاه درنده‌خو نیز فرمان قتل او را صادر کرد، ولی دوستان او پیش شاه شفاعت کردند و بخشیده شد، امّا حکم عفو موقعی رسید که قورچی آن عاشق تیره‌روز را کشته بود».

## دوره معاصر
در بعضی از اشعار سروده شده توسط شاعر معاصر ایرج میرزا، این احتمال داده شده که وی تمایلاتی به پسران داشته است.
بیژن صفاری، روشنفکر، نقاش و معمار ایرانی و استاد سابق دانشکدهٔ هنرهای تزیینی بود. او از جمله مدیران فرهنگی و هنری دورهٔ پهلوی و از نزدیکان فرح پهلوی بود. صفاری همجنسگرا بود و از معدود کسانی که در زمان خودش آشکارسازی کرد. در سال ۱۳۵۶ مراسم ازدواجش را با سهراب محوی در هتل کمودور تهران برگزار کرد.